# بيتشيوت
بيتشيوت (بالإنجليزية: BitChute)‏ هو موقع وتطبيق خدمة فيديوهات تم إنشائه في إنجلترا في يناير 2017 من قبل راي فاهي لينافس يوتيوب، حاز هذا الموقع على شعبية عند مدوني اليمين الأقصى مثل أليكس جونس ومن ألذين تم منعهم بسبب سياسات يوتيوب، وقد أتهم الموقع بإثارة الكراهية.